# Alien Syndrome
Alien Syndrome är titeln på ett datorspel utvecklat 1987 av Sega som finns släppt till ett flertal olika plattformar, bland annat NES, Amiga, Atari ST, C64, Sega Game Gear och Sega Master System. Spelet släpptes först i en arkadspelsversion år 1987. Spelet fick 2007 en uppföljare med samma namn till spelkonsolerna Playstation Portable och Wii.